# 松本未夢
松本 未夢（まつもと みむ・1987年2月3日 - ）は、タイ王国で活動している日本人モデル。富山県出身。愛称は「みーむー」、タイでの活動名義は「MIMU」あるいは「Mimu」。
かつては日本国内でタレント活動をしていた。2015年3月31日付で退所。同年5月にタイ・バンコクへ移住し、現地で美白であることをアピールポイントにしての活動を展開している。

## 人物
特技は[ネイルアート]、[ジグソーパズル]
タレント活動をする前には、富山で2年間親の事業を手伝っていた
4歳上の姉がいる。

## 出演

### 舞台
- エアースタジオ公演『アクアステージ』（2010年7月2日 - 10日、東日本橋アクアスタジオ）
- エアースタジオ公演『SAKURA』（2010年11月3日 - 7日、東日本橋アクアスタジオ）

### テレビ番組
- 方言彼女。0（2012年10月 - 2013年3月、東名阪ネット6） - 松本の出身地・富山県でも2017年にチューリップテレビで放送。
- 解禁!暴露ナイト（2012年10月 - 2014年3月、テレビ東京） - "ピー"ガールズの一員として出演。松本の出身地・富山県でもチューリップテレビで放送。
- 女の子宣言!アゲぽよTV（2013年1月23日 - 2015年5月20日、毎日放送）
- 〜裏ネタワイド〜 DEEPナイト（2014年4月 - 9月、テレビ東京） - DEEPガールズの一員として出演。
- 週末パラダイス（2014年7月 - 12月、テレビ東京）[5]